# 日本犀鱈
日本犀鳕，为輻鰭魚綱鱈形目海鰗鰍科的其中一種。

## 分布
本魚分布在西太平洋區，包括日本、臺灣、印尼、巴布亞紐幾內亞等海域。

## 深度
水深0至800公尺。

## 特徵
本魚體延長側扁，尾柄部並未明顯變細，頭短小，眼睛細小，已接近退化。頭部無鬚、無棘亦無鱗片。口小型，內有極細小的牙齒。體被櫛鱗，背鰭2枚，尾鰭後緣尖銳，腹鰭位於喉下方，有5至6枚長條狀鰭絲，體色淡褐色，體長可達8公分。

## 生態
本魚為底棲性魚類，以其腹部的鰭絲覓食，屬肉食性。

## 經濟利用
非食用魚，多半做成魚粉。

## 扩展阅读
維基物種上的相關：日本犀鳕